# José Baptista Ramos de Deus
José Baptista Ramos de Deus nasceu em Alcanena, Portugal, no século XIX e faleceu em Torres Novas no princípio do século XX. 

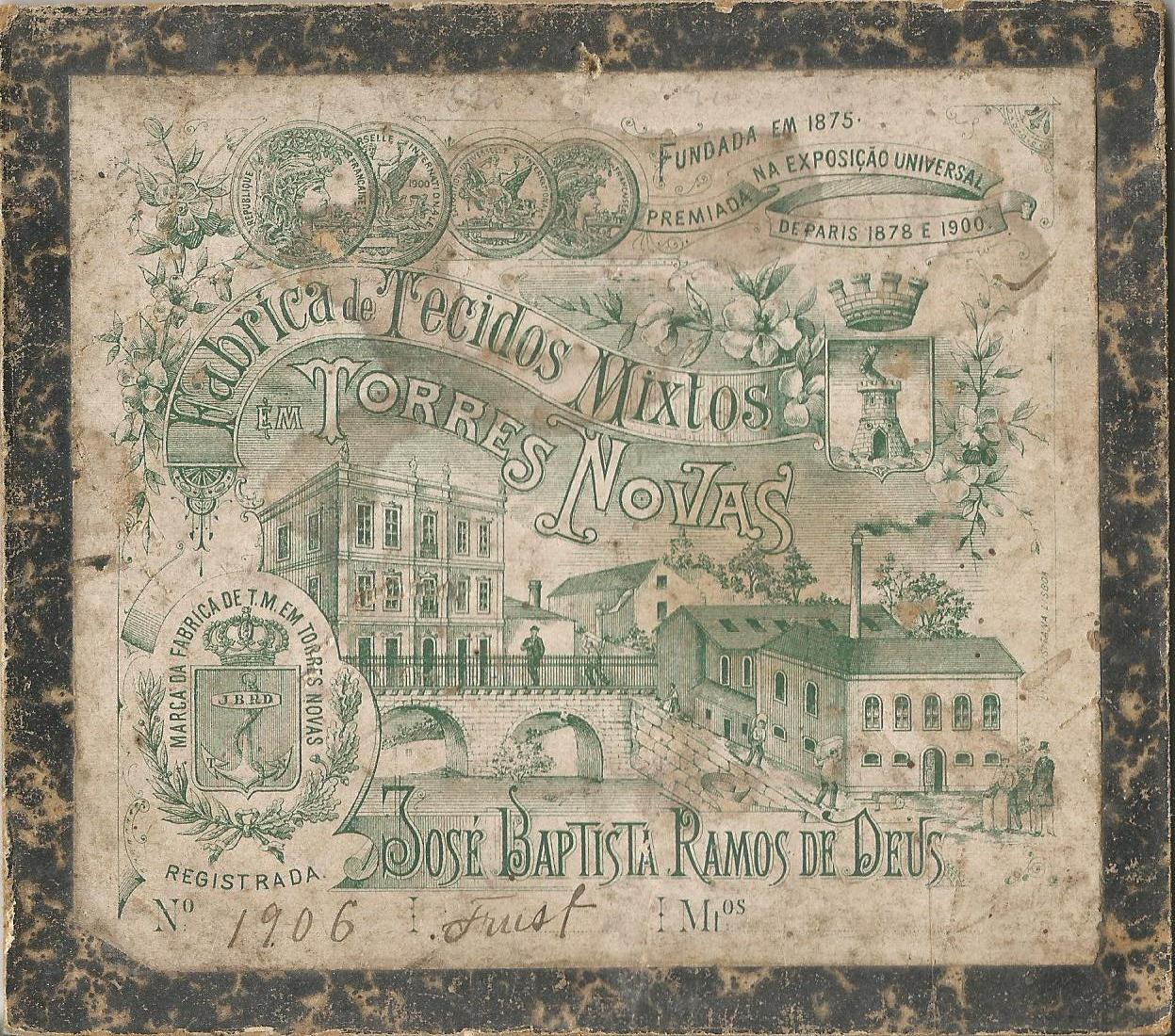
Parte superior de caixa com imagem da Fábrica e da sua marca registada

Por Mercê do Rei D. Carlos I foi Comendador da Ordem Militar de Nª Srª da Conceição de Vila Viçosa, em 10 de Junho de 1905 

## Economia
Empresário industrial têxtil, liderou a Fábrica de Tecidos Mixtos de Torres Novas.

## Política
Próximo do Rei Dom Carlos I, foi líder do Partido Progressista em Torres Novas.
"(...) No termo de Torres Novas, o Partido Progressista era comandado pelo comendador José Baptista Ramos de Deus. (...)"